# 生活·读书·新知三联书店
生活·读书·新知三联书店是总部位于北京的一家书店兼出版社。生活·读书·新知三联书店主要出版人文、社会科学著作，发行有《读书》、《三联生活周刊》、《新知》（停刊）、《爱乐》等杂志。

## 历史
三联书店的前身是“生活书店”（1932，上海）、“读书出版社”（1934，上海）、“新知书店”（1935，上海）这三家出版发行机构。1948年10月，三家出版社在香港合并成立“生活书店·读书出版社·新知书店三联书店”。
1949年3月，三联书店大部分人员离开香港，总部迁往北平，成立“生活·读书·新知三联书店总管理处”，其在香港的分支名为“生活书店·读书出版社·新知书店香港联合发行所”，以发行中国内地出版物为主。1951年，并入人民出版社。1954年，中共中央发布关于改进人民出版社工作的决定，提出人民出版社可以用三联书店的名义出版“虽然尚有某些缺点，但有一定的用处的作品”。自此，三联书店成为人民出版社的副牌出版社。陈原兼任三联编辑室主任。1958年商务印书馆和中华书局恢复业务，三联书店的工作全都转出去，其中外国古典学术著作全部由商务印书馆负责，中国古籍都给中华书局，三联书店停止业务。1960年代初，中宣部设立外国政治学术著作办公室，用三联书店的名义出版“最反动”的‘灰皮书’（政治类）和‘黄皮书’（文学类书籍），如爱德华·伯恩施坦、卡爾·考茨基、格奥尔基·普列汉诺夫的名著。
1980年代以降，陈原领导出版“汉译世界学术名著丛书”，為中共中央指示要学习日本明治维新时的办法，翻译出版一亿两千万字的世界学术名著。1986年1月，生活·读书·新知三联书店恢复独立建制。在本公司之外，1986年上海市政府发起成立了上海三联书店。1988年1月，在香港的三联书店成立为有限公司，称为“三联书店（香港）有限公司”。